# Jana Tepe
Jana Tepe é uma empreendedora alemã, cofundadora (com Anna Kaiser) e CEO da Tandemploy, uma plataforma alemã de partilha de empregos para promover a partilha de empregos, especialmente para cargos que exigem qualificações mais elevadas.

## Carreira
Filha de professores, Jana Tepe estudou Ciências da Comunicação e Administração de Empresas na Universidade de Münster, na Renânia do Norte-Vestfália, na Alemanha, entre os anos de 2006 e 2009, tendo se formado como Bacharel em Artes (BA). A seguir, ela completou um Mestrado em Estudos de Comunicação, em Enschede, na Holanda.
Em 2013, ela trabalhava como recrutadora para uma start-up digital e anunciou um cargo de gestão em tempo integral. Dois excelentes profissionais enviaram uma candidataram em conjunto, propondo-se a preencher a vaga juntos, trabalhando cada um em meio período. Nesse momento, ela teve uma ideia: construir uma plataforma digital que oferecesse esse tipo de oportunidade para empresas e candidatos.

### Tandemploy
No mesmo dia, ela conversou com sua colega Anna Kaiser e elas iniciaram a pesquisa e o desenvolvimento da plataforma Tandemploy, de compartilhamento de empregos altamente qualificados. A plataforma deriva do seguinte entendimento:
| “           | Imagine um mundo em que as pessoas conseguem realizar mais com menos trabalho - mas mais inteligente. | ” |
| — Jana Tepe | |   |

Segundo Jana e Anna, alguns dos exemplos de perfis de trabalhadores que são positivamente afetados pela divisão de empregos (em que uma vaga de tempo integral é dividida por duas ou mais pessoas em meio período) são pessoas que têm filhos e querem aproveitar mais o tempo com eles, e refugiados que conseguem se recolocar no mercado de trabalho.
A empresa incluída no Programa Microsoft Accelerator em março de 2015. Jana Tepe deu uma palestra no TEDx, Parem os homens de cinza!

### Publicação
- 2012 - Rapport Matters in Corporate Career Websites: Personal, Supportive, Responsive - Effective! (LAP LAMBERT Academic Publishing).[10]

## Reconhecimento
- 2015 - Jana Tepe foi listada como uma das 100 mulheres mais inspiradoras do mundo pela BBC.[1]
- 2015 - Jana Tepe foi homenageada pelo então presidente da Alemanha Joachim Gauck no concurso “Alemanha – Terra das Ideias”.[4]
- 2019 - Jana Tepe foi escolhida como uma das “40 HR Heads 2019” pela “Personalmagazin”.[4]